# Gianni De Biasi
Gianni de Biasi (ur. 16 czerwca 1956 w Sarmede) – włoski trener i piłkarz występujący na pozycji pomocnika.